# Egirusa
Egirusa o Egiro (en griego, Αἰγείρουσα, Αἴγειρος, Αἴγειρα) es el nombre de un asentamiento de la Antigua Grecia situado en la región de Megáride. Se encontraba en el lado septentrional del istmo de Corinto, cerca del lago Escatiotis (o Gorgopis).
Los habitantes de Megara, que tenían rivalidad con los de Atenas con respecto a la isla de Salamina, hacían una parodia de varios versos de la Ilíada de Homero, en la que decían que los referidos al contingente de Salamina debían decir:

Áyax trajo naves de Salamina y de Policne

de Egirusa, de Nisea y de Trípodes.

Plutarco la menciona como un lugar de Megáride y relata que en determinada ocasión acamparon allí con sus carros un grupo de peloponesios que se dirigían a una misión sagrada hacia Delfos. Algunos megarenses borrachos empujaron los carros contra el lago y muchos peloponesios se ahogaron. De ahí provenía el dicho de que los megarenses eran  «rodadores de carros». Los culpables fueron castigados por los anfictiones.